# 古宇利島
26°42′22″N 128°01′04″E / 26.70611°N 128.01778°E
古宇利島（日语：／ Kōri-jima，琉球語：／ ）是位於沖繩本島北部屋我地島以北，屬今歸仁村的一座島嶼。以其美麗的海洋景觀和琉球人起源傳說（創世神阿摩美久祈求天帝所賜的一對男女）而聞名。面積3.13平方公里，周長7.9公里，外形幾乎為圓形，是一座隆起的珊瑚礁小島。島上大多數人從事農業，也有一些人從事漁業和服務業。主要農產品是甘蔗和参薯（紅芋）。海膽也十分有名。
經古宇利大橋，可與屋我地島相連。

## 外部連結
- 今帰仁村観光協会 （页面存档备份，存于）
- 今帰仁村（页面存档备份，存于）（公式サイト）